# Acer yinkunii
Acer yinkunii — вид квіткових рослин з родини сапіндових (Sapindaceae).

## Опис
Дерева невеликі, 3–5 метрів заввишки. Кора від пурпурувато-сірого до коричневого забарвлення. Гілочки пурпурові, тонкі, голі. Листя стійке: ніжка гола, 1.8–2.4 см; листкова пластинка видовженоланцетна, 3.5–4.5(5.5) × 1.5–2 см, абаксіально (низ) сиза, адаксіально світло-зелена й гола; край листкової пластинки цілий, основа округла або широко-клиноподібна, верхівка загострена або хвостато загострена. Суцвіття верхівкове, на облистнених гілочках, щиткувато-волотисте, слабозапушене. У зрілому віці плід коричнювато-жовтий; горішки еліпсоїдні чи еліпсоїдно-довгасті, сильно опуклі, ≈ 7 × 5 мм; крило з горішком ≈ 18 × ≈ 8 мм, крила розправлені майже прямо. Плодить у серпні й вересні.

## Поширення
Вид є ендеміком південно-східного Китаю: Гуансі.
Населяє рідколісся; на висотах 1000–2000 метрів.